# Edward MacDowell
Edward Alexander MacDowell (1860-1908) là nhà soạn nhạc, nghệ sĩ đàn piano, nhà sư phạm người Mỹ.

## Tiểu sử
Edward MacDowell học âm nhạc ở New York với Teresa Carenno, sau đó sang châu Âu học nhạc tại các Nhạc viện Paris và Frankfurt. Năm 1881, MacDowell dạy piano tại Nhạc viện Darmstadt, sống một thời gian ở Đức và làm quen với Franz Liszt. Nhờ đó, MacDowell được giúp đỡ để giới thiệu, công bố những tác phẩm của bản thân. Năm 1888, ông trở về Mỹ, sống một thời gian ở Boston. Từ năm 1896 đến năm 1904, ông là giáo sư âm nhạc tại Trường Đại học Tổng hợp Columbia

## Phong cách âm nhạc
Edward MacDowell là người đặt nền móng cho trường phái sáng tác âm nhạc chuyên nghiệp tại Mỹ. Ông chú trọng nhiều đến thể loại âm nhạc có tiểu đề. Ông cũng là một trong những người đi đầu trong việc sử dụng âm nhạc dân gian của người da đỏ và người da đen. Ngoài quan hệ với Liszt như nói ở trên, ông cũng là bạn của Edvard Grieg, nên có phần nào đó chịu ảnh hưởng của nhà soạn nhạc Na Uy này.

## Các sáng tác
Edward MacDowell viết .:
- Các giao hưởng thơ, tiêu biểu là:

- Hamlet và Ophelia (1885)
- Lancelot và Elaine (1886)

- 2 tổ khúc cho dàn nhạc giao hưởng (1882, 1889)
- Các sáng tác cho piano, nổi bật là:

- bốn bản sonata (1893, 1895, 1900 (2 bản))
- 12 bản etude (1894)

- Các liên khúc romance, hợp xướng
- Những bài phê bình dưới bút danh Edgar Thorn